# Anthomyza flavosterna
Anthomyza flavosterna är en tvåvingeart som beskrevs av Masahiro Sueyoshi och Rohacek 2003. Anthomyza flavosterna ingår i släktet Anthomyza och familjen sumpflugor. Inga underarter finns listade i Catalogue of Life.